# Полонський Володимир Іванович
Володимир Іванович Полонський (справжнє ім'я — Рувен Гершович, 17 червня 1893, місто Тобольськ, тепер Тюменської області, Російська Федерація — розстріляний 30 жовтня 1937, Москва) — радянський партійний та профспілковий діяч, революціонер, 1-й секретар ЦК КП(б) Азербайджану. Кандидат у члени ЦК ВКП(б) у 1927—1937 роках.

## Біографія
Народився в єврейській родині прикажчика, з міщан. Уроджений Рувен Гершович Полонський. Закінчив трикласну церковнопарафіяльну школу і чотири класи міської гімназії в Тобольську.
З 1908 по 1910 рік працював чорноробом на будовах в Омську та Томську. У 1910—1912 роках — матрос торгового флоту, електромонтер будівельної контори в Одесі, Керчі, Маріуполі, Бердянську, Полтаві та Києві. До вересня 1912 року — кочегар, мастильник пароплава «Жорж Борман» у Рибінську та Санкт-Петербурзі. З вересня 1912 по січень 1913 року — кочегар, слюсар фабрики «Жорж Борман» у Санкт-Петербурзі.
Член РСДРП(б) з жовтня 1912 року.
У січні 1913 — червні 1914 року — електромонтер Франко-Російського заводу в Санкт-Петербурзі. Вів партійну роботу у профспілках, у 1913 році обраний членом Центрального правління Спілки металістів Санкт-Петербурга. У червні 1914 року заарештований, до лютого 1915 року перебував у в'язницях Петрограда і Тюмені, засуджений до адміністративного заслання в Тобольську губернію. У лютому 1915 — березні 1917 року — на засланні в Тобольську та слободі Чорній Тобольського повіту.
У квітні 1917 — березні 1918 року — секретар Центрального правління Спілки металістів у Москві. Учасник жовтневих боїв 1917 року в Москві. З жовтня 1917 по березень 1918 року — комісар Московського військово-революційного комітету, комісар військово-революційного комітету Олександрівської залізниці, член колегії Московської губернської Ради народного господарства.
З липня по серпень 1918 року — комісар Вітебського загону РСЧА. 21 серпня — 21 вересня 1918 року — військовий комісар 1-ї Смоленської піхотної дивізії РСЧА Західного фронту. У жовтні 1918 — травні 1919 року — військовий комісар Управління військових сполучень Південного фронту в містах Воронежі та Козлові.
З травня 1919 року — відповідальний інструктор Південного бюро ВЦРПС. З вересня 1919 року — військовий комісар Південно-Східної залізниці. У 1919 — січні 1920 року — член президії Вищої ради народного господарства (ВРНГ) Української СРР, голова Південного бюро ВЦРПС у Харкові та Києві.
У січні 1920 — березні 1921 року — голова Організаційного бюро Всеросійської Спілки гірників, секретар ЦК Спілки гірників.
У березні 1921 — грудні 1923 року — голова Нижньогородської губернської ради профспілок і член бюро Нижньогородського губернського комітету РКП(б).
У грудні 1923 — лютому 1925 року — секретар ЦК Спілки гірників, завідувач організаційного відділу ВЦРПС.
У лютому 1925 — квітні 1928 року — відповідальний секретар Рогозько-Симоновського районного комітету ВКП(б) міста Москви.
У квітні 1928 — вересні 1929 року — завідувач організаційно-інструкторського відділу Московського губернського комітету ВКП(б), член Секретаріату Московського губернського комітету ВКП(б).
18 вересня 1929 — 9 січня 1930 року — 2-й секретар Московського обласного комітету ВКП(б).
30 листопада 1929 — 27 січня 1931 року — секретар ВЦРПС та член президії ВЦРПС.
5 серпня 1930 — 7 лютого 1933 року — 1-й секретар ЦК КП(б) Азербайджану.
Одночасно, 19 листопада 1930 — 9 листопада 1931 року — 2-й секретар Закавказького крайового комітету ВКП(б). 9 листопада 1931 — 1933 року — 3-й секретар Закавказького крайового комітету ВКП(б).
У січні — серпні 1933 року — завідувач організаційно-інструкторського відділу ЦК ВКП(б).
31 липня 1933 — березень 1935 року — 1-й заступник народного комісара шляхів сполучення СРСР і начальник Політичного управління Народного комісаріату шляхів сполучення СРСР.
4 березня 1935 — 15 травня 1937 року — секретар ВЦРПС та член президії ВЦРПС.
5 квітня — червень 1937 року — заступник народного комісара зв'язку СРСР.
22 червня 1937 року заарештований органами НКВС. Засуджений Воєнною колегією Верховного суду СРСР 30 жовтня 1937 року до страти, розстріляний того ж дня у Луб'янській в'язниці. Похований на Донському цвинтарі Москви.
23 січня 1956 року реабілітований, 31 січня 1956 року посмертно поновлений у партії.

## Нагороди
- орден Трудового Червоного Прапора